# (5349) Paulharris
(5349) Paulharris est un astéroïde de la ceinture principale aréocroiseur.

## Description
(5349) Paulharris est un astéroïde aréocroiseur. Il présente une orbite caractérisée par un demi-grand axe de 2,79 UA, une excentricité de 0,47 et une inclinaison de 28,5° par rapport à l'écliptique.

## Compléments